# 克瑞翁
克瑞翁（英語：Creon）是希臘神話中的一個人物。他是彭透斯的一個孫子，在俄狄浦斯的兩個兒子厄忒俄克勒斯與波呂尼克斯因爭奪底比斯王位互相殘殺身亡後成為底比斯國王。克瑞翁在透墨索斯惡狐故事裡也有出現，在故事裡克瑞翁要求安菲特律翁幫他除掉肆虐底比斯多年的惡狐。克瑞翁的妻子是歐律狄刻，兩人有邁加柔斯、海蒙、利刻米底斯、邁加拉、皮拉五個孩子。